# Gustavo Perednik
Gustavo Daniel Perednik (Buenos Aires, Argentina, 21 de outubro de 1956) é um autor e doutor em educação residente em Israel. Perednik se formou nas Universidades de Buenos Aires e Jerusalém. Completou seus estudos de doutoramento em Filosofia em Nova Iorque, tendo tido aulas na Sorbonne, San Marcos (Peru) and Uppsala (Suécia).
Em Jerusalém Perednik também foi diretor do "Institute for Jewish Leaders from Abroad" (Instituto para líderes judeus na diáspora) e do "Sephardic Educational Centre" (Centro Educacional Sefardita).
Já publicou 12 livros e mais de mil artigos sobre judaísmo e modernidade, tendo sido professor e palestrante convidado em mais de cem cidades de 50 países.
Gustavo Perednik desenvolveu o Programa Ai Tian para Compreensão do Judaísmo na China, assim como o Programa de Educación y Esclarecimiento acerca del Rol del Judío en el Mundo (Program for Education on the Jewish Role in Civilization, em inglês).
Atualmente reside com sua família nos arredores de Jerusalém.

## Livros
- En lo de los Santander (1980)
- Ajitofel (1988)
- Hebreo soy (1989)
- Custodia de cuatro mil años (1990)
- Lémej (1992)
- La judeofobia (2001)
- España descarrilada. Terror islamista en Madrid y el despertar de Occidente (2004)
- Grandes pensadores (2005)
- Notables pensadores (2006)
- El silencio de Darwin (2006)
- Célebres pensadores (2007)
- El innovador y su entorno (2007)
- Violín a cuestas (2008)
- Matar  sem deixar rastros  (2009)
- A pátria era um livro (2010)sobre a influência da Bíblia hebraica na civilização ocidental
- La humanidad y el ajedrez (A humanidade do xadrez)(2012)
- Kafkania (2012)

- Uma autópsia do socialismo (2013), em coautoria com o economista Alberto Benegas Lynch

- Sabra (2014), em coautoria com Marcos Aguinis

- Morrer pela argentina (2017) sobre o assassinato de seu amigo Alberto Nisman